# Charles Boyle, IV conte di Orrery
Charles Boyle, IV conte di Orrery (Chelsea, 28 luglio 1674 – Westminster, 28 agosto 1731), è stato un politico irlandese.

## Biografia
Era il secondo figlio di Roger Boyle, II conte di Orrery, e di sua moglie Lady Mary Sackville (1647-1710), figlia di Richard Sackville, V conte di Dorset. Studiò al Christ Church di Oxford, e ben presto si distinse per il suo apprendimento e abilità. Fu un autore, soldato e statista. Ha tradotto la vita di Plutarco e ha pubblicato una edizione delle epistole di Falaride, che lo impegnò nella famosa controversia con Bentley.

## Carriera politica
È stato membro del Parlamento irlandese e si sedette per Charleville tra il 1695 e il 1699. È stato tre volte membro per la città di Huntingdon, e succedette al titolo alla morte di suo fratello, nel 1703.
Entrò nell'esercito, e nel 1709 fu elevato al grado di maggiore generale, e fu uno dei giurati nel Privy Council. Venne nominato cavaliere del Cardo e inviato dalla regina negli Stati di Brabante e nelle Fiandre, e dopo venne creato pari d'Inghilterra, come il barone di Marston, nel Somerset. Ha ereditato la tenuta nel 1714.
Nel 1713, con il patrocinio di Boyle, l'orologiaio George Graham ha creato il primo modello meccanico di sistema solare in grado di dimostrare il movimento proporzionale dei pianeti intorno al sole. Il dispositivo è stato chiamato in onore del conte.
Charles Boyle ha ricevuto numerosi riconoscimenti aggiuntivi sotto il regno di Giorgio I, ma avendo avuto la sfortuna di cadere sotto il sospetto di essere un giacobita, venne portato alla Torre nel 1722, dove rimase sei mesi, e gli venne concessa la libertà vigilata. In una successiva indagine è emerso impossibile incriminare lui, e lui si dimise.
Nel 1728, è stato indicato come uno dei sottoscrittori alla Cyclopaedia di Ephraim Chambers.

## Matrimonio
Sposò, il 30 marzo 1706, Lady Elizabeth Cecil, figlia di John Cecil, V conte di Exeter, e di sua moglie, Lady Anne Cavendish. Ebbero un figlio:
- John Boyle, V conte di Cork (13 gennaio 1707-23 novembre 1762)

## Morte
Morì nella sua casa di Westminster nel 1731 e fu sepolto nella Abbazia di Westminster. Ha lasciato in eredità la sua biblioteca personale e la raccolta di strumenti scientifici a Christ Church Library, gli strumenti sono ora esposti nel Museum of the History of Science, di Oxford.